# Donna Loffhagen
Donna Gaye Loffhagen, coniugata Wilkins (Christchurch, 29 aprile 1978), è un'ex cestista neozelandese.

## Carriera
Con la Nuova Zelanda ha disputato i Giochi olimpici di Sydney 2000 e quelli di Atene 2004.